# 林千晶
林 千晶（はやし ちあき、1971年8月8日 - ）は、日本の実業家。早稲田大学商学部、ボストン大学大学院ジャーナリズム学科卒。花王を経て、2000年に株式会社ロフトワークを起業、2022年まで代表取締役・会長を務める。退任後、2022年9月9日に株式会社Q0を設立。主な経歴に、グッドデザイン賞審査委員、経済産業省 産業構造審議会、「産業競争力とデザインを考える研究会」など。森林再生とものづくりを通じて地域産業創出を目指す、株式会社「飛騨の森でクマは踊る」岐阜県飛騨市に設立、取締役会長も務める。

## 経歴
株式会社Q0の代表取締役社長。秋田・富山などの地域を拠点において、地元企業や創造的なリーダーとのコラボレーションやプロジェクトを企画・実装し、時代を代表するような「継承される地域」のデザインの創造を目指す。
2000年に共同創業したロフトワークでは、25,000人が登録するクリエイターネットワークを核に、Webサービス開発、コンテンツ企画、映像、広告プロモーションなどクリエイティブサービスを提供。学びのコミュニティ「OpenCU」、デジタルものづくりカフェ「FabCafe」などの事業も展開している。
またクリエイターとのマスコラボレーションの基盤として、いち早くプロジェクトマネジメント（PMBOK）の知識体系を日本のクリエイティブ業界に導入。2008年『Webプロジェクトマネジメント標準』を執筆。米国PMI認定PMP。米国NPOクリエイティブ・コモンズ 文化担当、MITメディアラボ 所長補佐、グッドデザイン審査委員（2013年〜）、経済産業省 産業構造審議会製造産業分科会委員（2014年〜）を歴任。
森林再生とものづくりを通じて地域産業創出を目指す官民共同事業体「株式会社飛騨の森でクマは踊る（通称ヒダクマ）」を2015年に岐阜県飛騨市に設立、現在は取締役会長を務める。

## 主な実績
- iCommons Summit基調講演（2007年）
- NPOクリエイティブ・コモンズ・ジャパン アドバイザリー・ボード（2007年）
- 書籍『Webディレクションにおけるプロジェクトマネジメント』執筆（2008年）
- 第7回Webクリエーション・アウォード Web人賞受賞（2009年）
- 米国クリエイティブ・コモンズ アジア責任者（2009年-2012年）
- 米国クリエイティブ・コモンズ 文化担当（2012年-）
- デジタルものづくりカフェ FabCafe 創業（2012年-）
- マサチューセッツ工科大学（MIT）メディアラボ  研究員/所長補佐（2012年-）
- 書籍『Webライティング実践講座』執筆（2012年）
- CSS Nite ベスト・セッションに選出（2012年）